# Jan Vrňata
Jan Vrňata (...) è un giocatore di football americano ceco, che gioca come wide receiver per i Prague Black Panthers.
Dopo aver giocato per le giovanili dei Prague Black Panthers, passa in prima squadra agli stessi Black Panthers nel 2024.

## Palmarès
- 1 Austrian Bowl (Prague Black Panthers: 2024)